# Reliure occidentale
Pour un article plus général, voir Reliure.

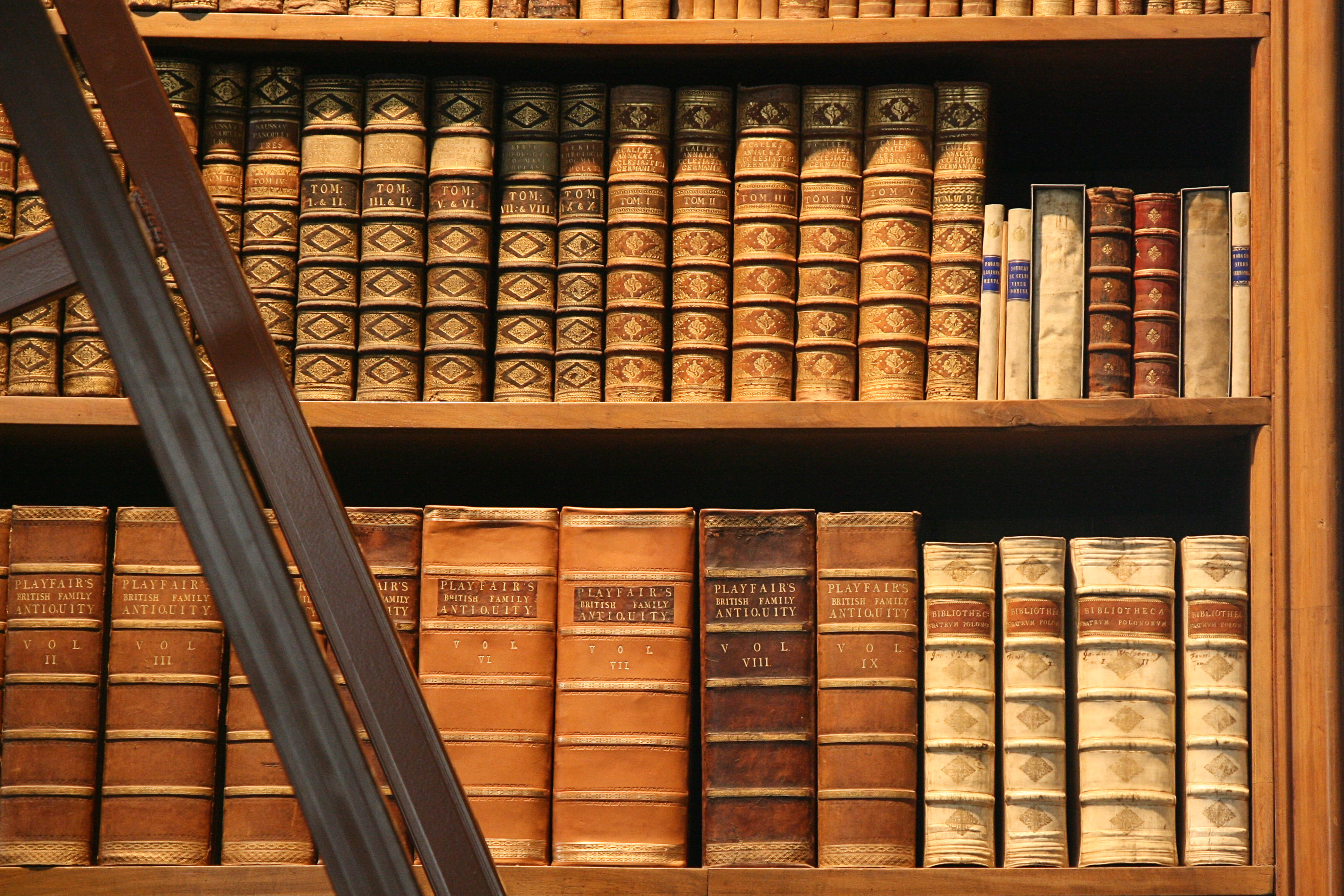
Étagères de livres anciens, dans la salle d'honneur de la Bibliothèque nationale autrichienne, reliés à la manière occidentale.

La reliure occidentale, parfois appelée « reliure française » ou « à la française », est une reliure passée en carton autour d'un corps d'ouvrage (intérieur du livre sans les plats ni la couvrure) formé de cahiers cousus de manière traditionnelle.
C’est la technique classique de reliure en Occident, qui a connu son apogée en France aux XVIIe siècle et XVIIIe siècle[réf. nécessaire].

## Histoire

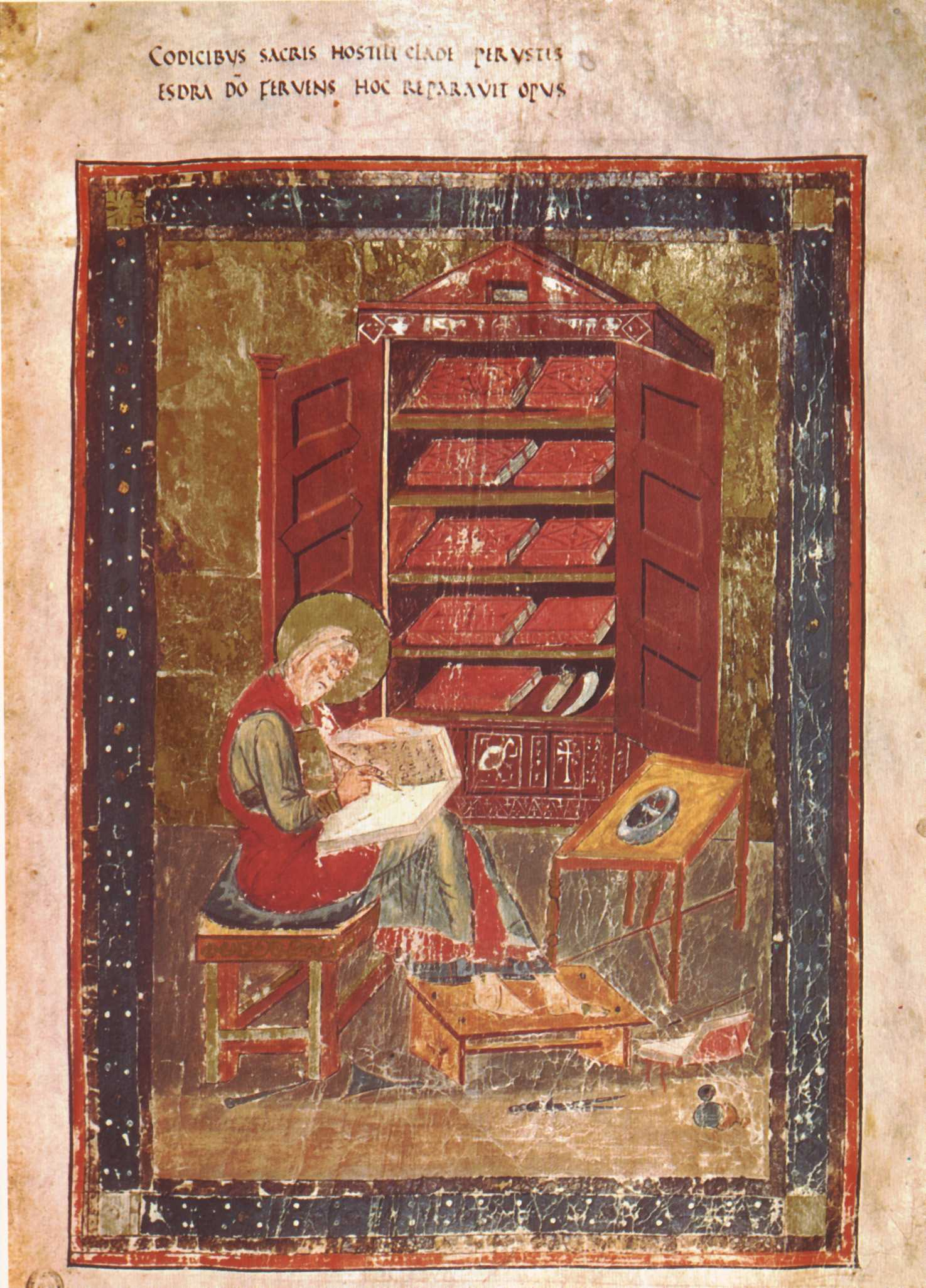
Bibliothèque du début du Moyen Âge contenant une dizaine de codex (illustration figurant dans le Codex Amiatinus, an 692).

Le codex est le premier support de la culture écrite en occident. Il apparait vers l'an 85 et se généralise au IVe siècle, évoluant au fil du temps. les premières « reliures » occidentales à proprement dites (c'est-à-dire cousues sur des ficelles de chanvre ou des lanières de cuir puis passées à l'intérieur des ais en bois) datent du VIIe siècle. Pour contrer l'emprise de l'humidité sur le parchemin (qui compose alors les pages), la reliure est régulièrement maintenue fermée par des fermoirs en métal. Le nombre de manuscrits se multiplie au XIe siècle, et les formats varient ; le cousoir, inventé à cette période, rend la couture plus rapide. Le passage progressif du parchemin au papier (à partir du XIVe siècle en Europe) entraîne une réduction de la taille des ouvrages et toutes les transformations qui en découlent : les ais deviennent moins épais et sont taillés plus grands que le corps d'ouvrage papier afin de le protéger davantage des frottements sur les tranches. Le bronze remplace peu à peu le fer pour la création des outils de décors et la première roulette ornée en métal est créée à la fin du XVe siècle.
Dès la fin du XVe siècle, les reliures en bois couvertes d’étoffes ou de peaux de cervidés ou de porcs, sont remplacées par des reliures faites de cartons recouvertes de parchemin vélin, de veau, ou de maroquin,. Les tranches sont fréquemment dorées, voire dorées-ciselées. Avec l'affirmation de l'individu, les commanditaires souhaitent dorénavant personnaliser leurs reliures au niveau des décors, en y faisant figurer leurs propres armoiries, monogrammes ou emblèmes. Aux XVIIe siècle et XVIIIe siècle, les cahiers sont cousus sur nerfs de peau ou septains de chanvre (ficelles à sept brins) simples ou doubles, qui sont ensuite passés dans les cartons pour solidariser le montage. 
Avec le début du XXe siècle, la reliure devient création artistique et se répartit entre livres d’artistes (création originale de tout le livre dont la reliure) et livres-objets (création d’une reliure originale). À la même époque, naît la reliure industrielle qui, grâce à la rationalisation du travail, à l'emploi de machines et la concentration de la main-d’œuvre, permet la production de séries très importantes.

## Un art «français»
Le modèle occidental de la reliure est régulièrement appelé « reliure française » ou « à la française » du fait que pendant plusieurs siècles, la reliure était un art « tout français » et de nombreux amateurs étrangers venaient faire relier leurs ouvrages précieux à Paris. En 1880, Marius Michel affirme que la France « a promptement conquis la première place dans l'industrie de la reliure et s'y est maintenue avec une telle supériorité que nulle autre nation n'a pu depuis trois siècles parvenir à la lui disputer ». Ce n'est qu'à partir du XIXe siècle que d'autres styles de reliure attirent les bibliophiles,.

## Types et catégories de reliures

### Types

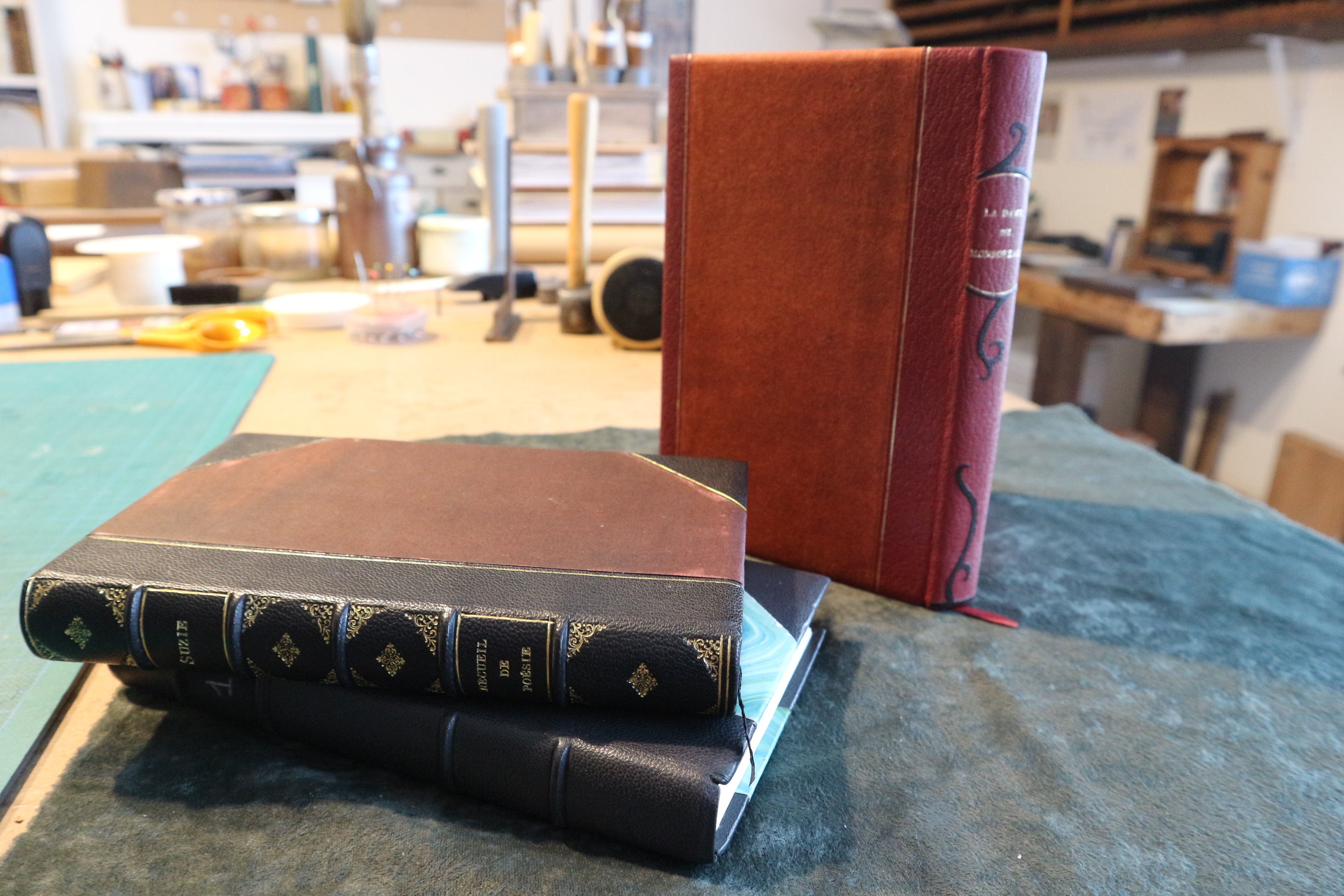
Deux reliures demi-cuir « à coins » (couchées à gauche) et une reliure demi-cuir « à bandes » (debout à droite).

Le type de reliure occidentale est caractérisé par la manière dont la reliure est recouverte. Il peut s'agir d'une :
- Reliure pleine (plein cuir, pleine toile) ;
- Demi-reliure (demi-cuir, demi-toile) :
  - Demi-reliure simple ;
  - Demi-reliure à coins ;
  - Demi-reliure à bandes.

La reliure « pleine » se dit d'un livre entièrement recouvert d'un même matériau, généralement du tissu ou du cuir (reliure « pleine peau » ou « plein cuir », « pleine toile ») ; la « demi-reliure » (reliure « demi-cuir ») désigne le livre dont seul le dos et une petite partie des plats sont recouverts d'une matière noble comme le cuir, le reste du volume étant généralement recouvert de toile ou d'un papier décoratif. Les demi-reliures « à bandes » ou « à coins » sont celles où les parties les plus exposées à la main du lecteur (le dos et les parties du plat côté gouttière) sont également recouvertes de matière noble.

### Catégories et qualités
Les reliures occidentales, dont la production en France du milieu du XVe siècle à la fin du XVIIIe siècle est particulièrement importante, peuvent être de différentes qualités de facture, déterminées par leur usage. Elles ont été classées en trois catégories selon une hiérarchie qui s'établit au cours du XVIe siècle : 
- Reliure de luxe ;
- Reliure soignées ;
- Reliure courante.

Les reliures de luxe, richement ornées, sont réalisées à l’initiative d’un amateur fortuné (collectionneur, bibliophile) pour des exemplaires de prestige. Il peut aussi s'agir de reliures de création utilisant des matériaux nobles. Les reliures « soignées » sont réalisées à la demande d'un amateur moins riche, mais soucieux de posséder une bibliothèque bien reliée (par exemple de type demi-cuir). Les reliures « courantes », réalisées plus rapidement et généralement couvertes de toile ou de papier, sont exécutées pour des clients aux attentes plus modestes ou pour des libraires.

## Matériaux de couvrure
Les qualités des cuirs utilisés et leurs utilisations peuvent varier. Il existe des reliures, du meilleur au plus banal, couvertes en peau de vélin, en veau ou box, en maroquin, en daim ou en agneau velours (peaux très souples et chamoisées), en chagrin, en basane, etc. Tout type de peau a été utilisé au cours de l'histoire de la reliure, y compris la peau humaine dans de rares cas (bibliopégie anthropodermique).